# PlayStation技术规格

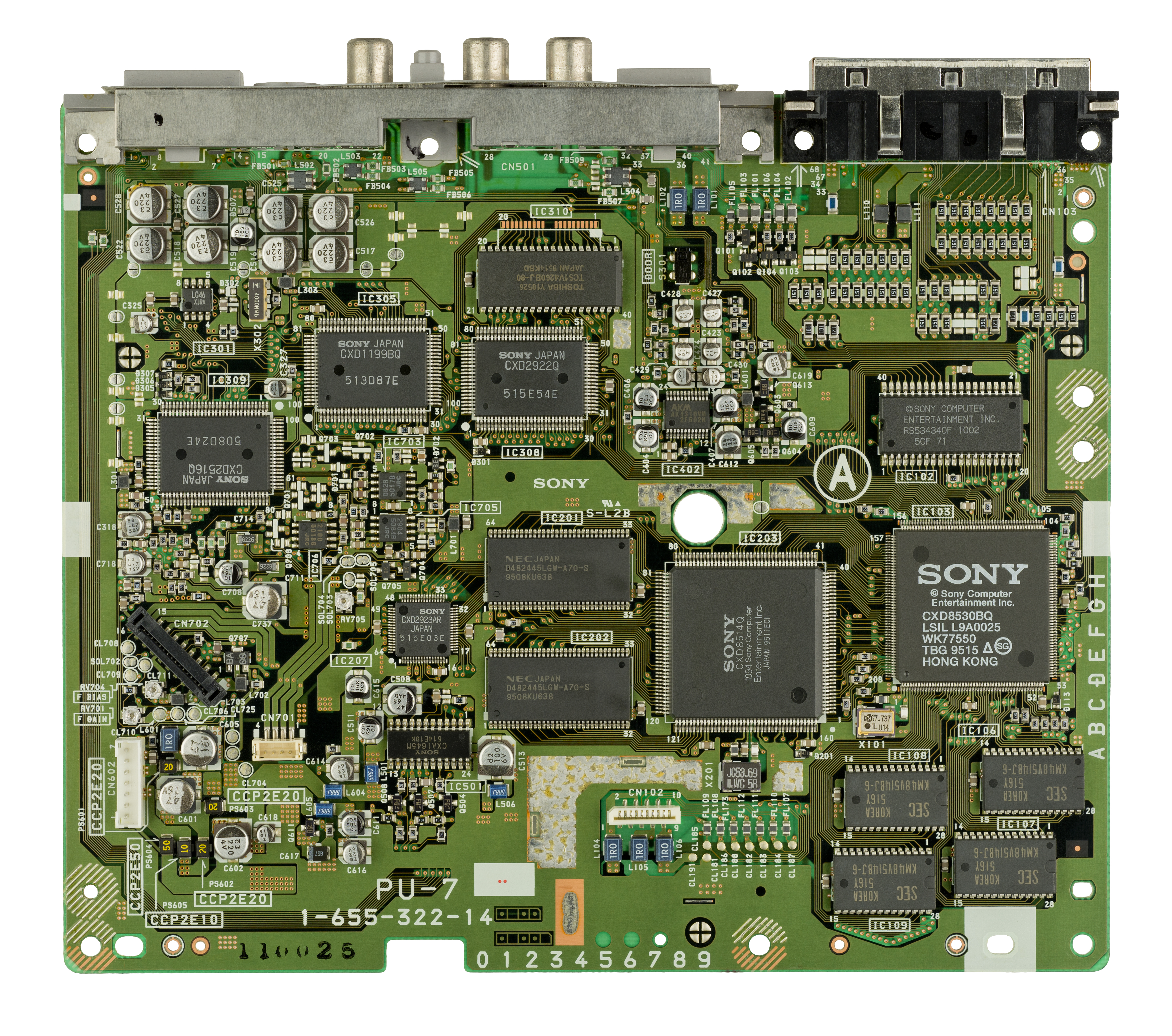
SCPH-1000机型主板

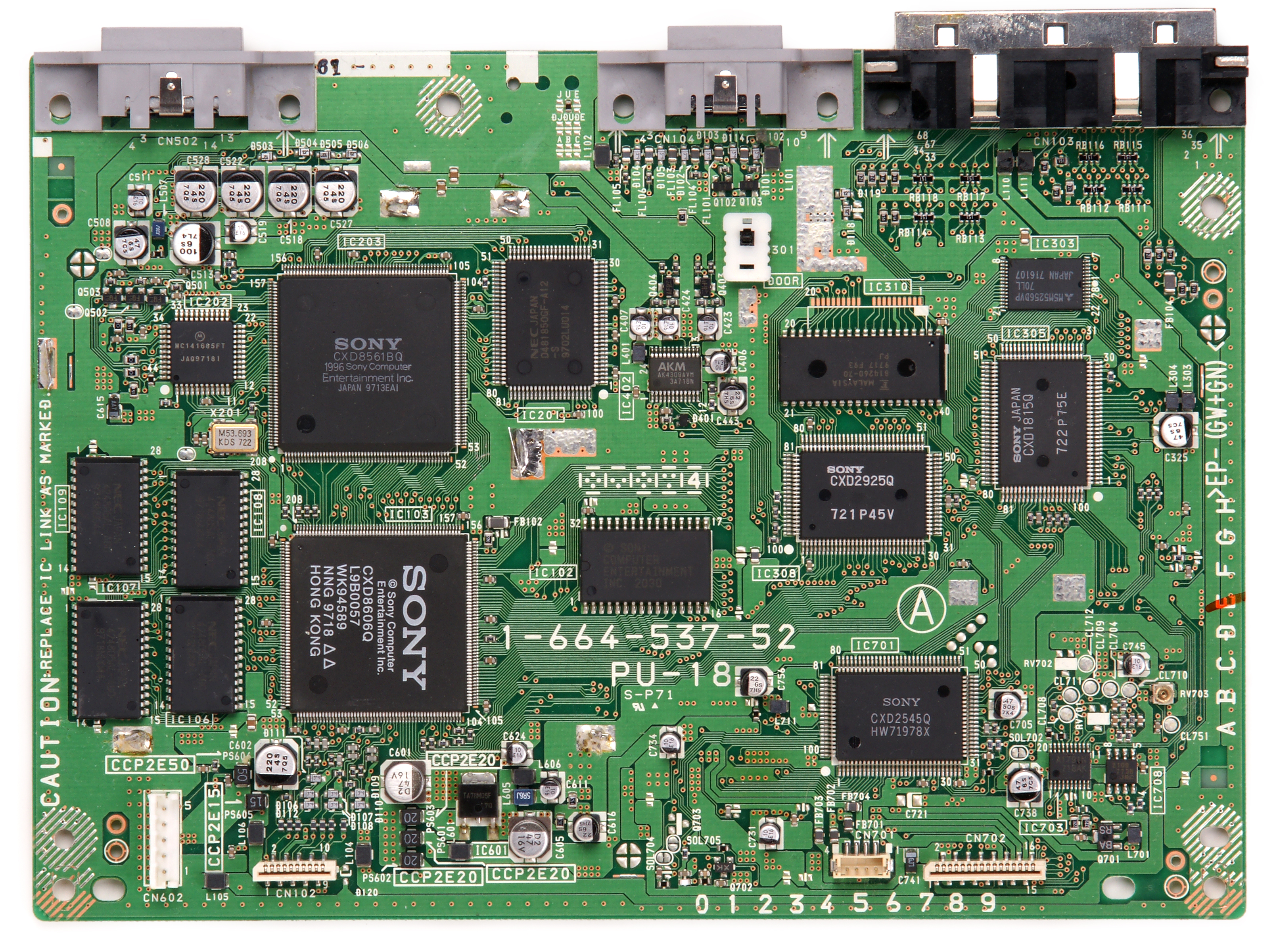
SCPH-5001机型主板

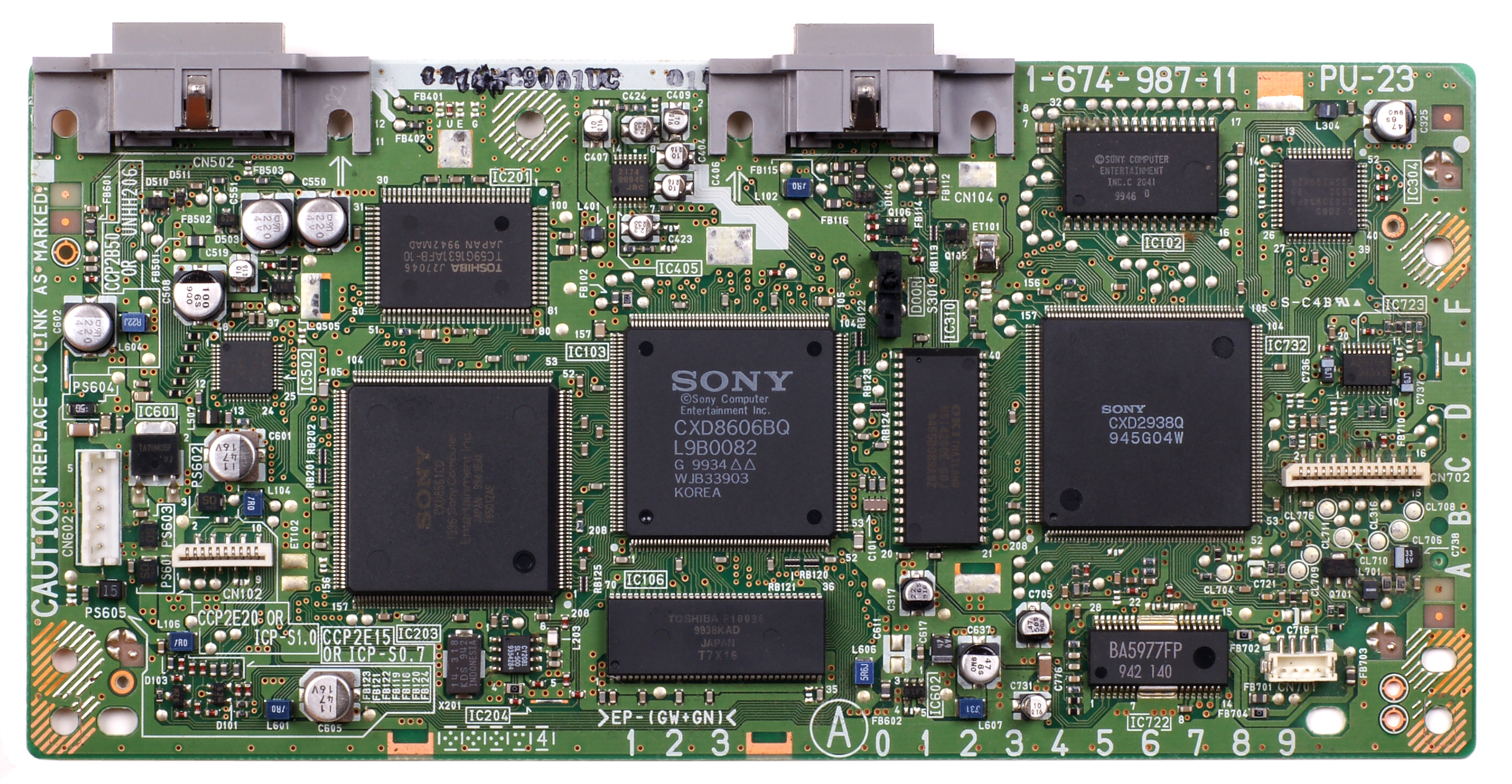
SCPH-9001机型主板

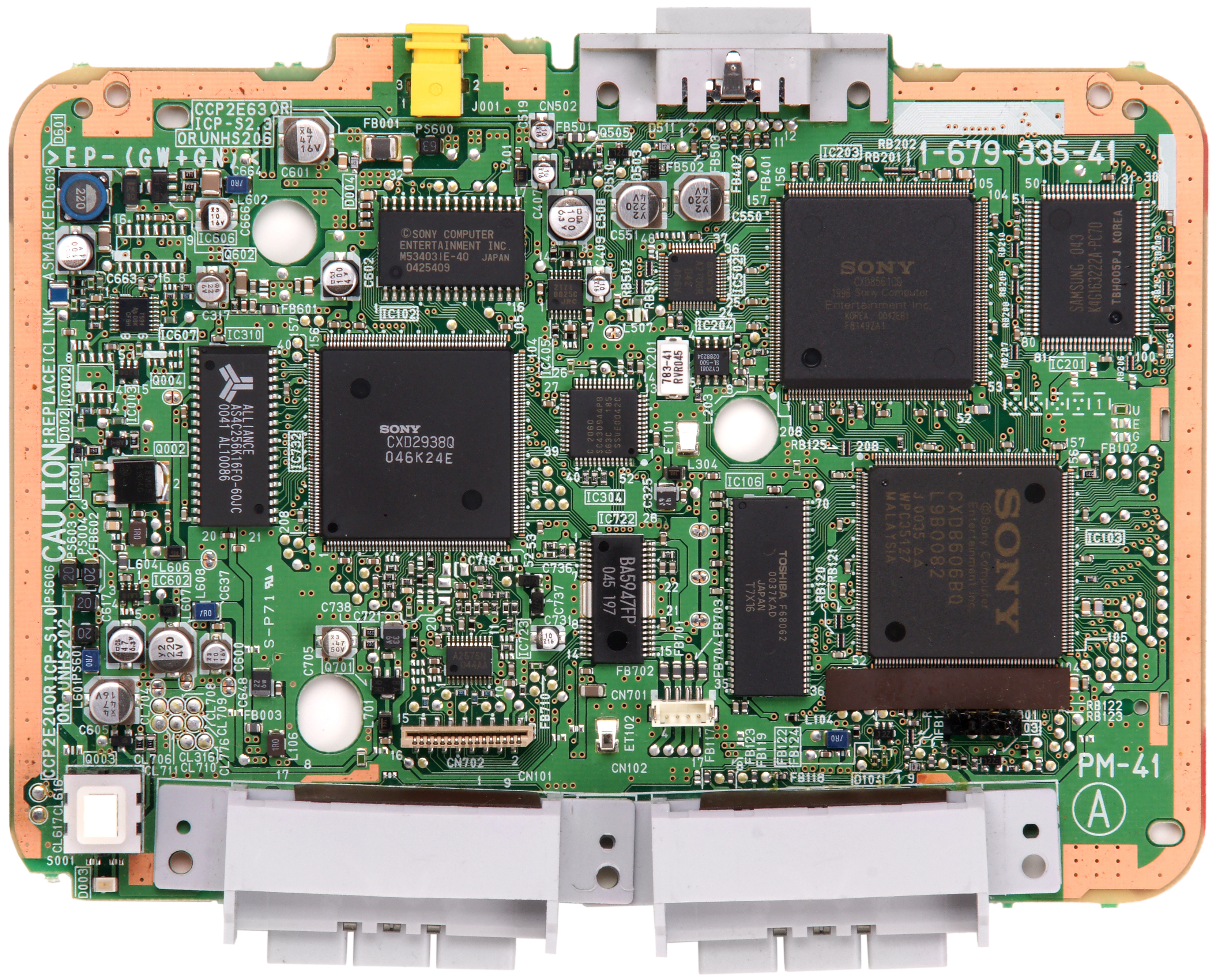
SCPH-101机型主板

PlayStation是索尼电脑娱乐于1994年推出的第五世代家用游戏机，本条目描述了PlayStation的技术规格。

## 規格
- CPU: R-3000A 32BIT RISC CPU（33.8688 MHz）[1][2]
- 运算速度：30 MIPS
- 显示分辨率：256x244（最大640x480）
- 最大发色数：1677万色
- 特显机能：放大缩小、回旋、变形、半透明、多重卷轴、橡皮泥效果等，最多一個顯示屏同時显示4000个活动色，每秒处理36万多边形
- 声音：ADPCM音源24路，信号采样频率44.1KHz，和CD音乐相同
- 开发环境：C语言，拥有丰富的函数库，开发容易

### 主微處理器
MIPS R3000A-相容 (R3051) 32位元RISC晶片運行33.8688 MHz
這個晶片是LSI Logic依SGI技術許可所製造。這個晶片同時也包含著幾何學變化引擎以及數據減壓引擎。
特點：
- 30 MIPS的操作表現
- Bus寬帶132 MB/s
- 指令快取4 kB
- 資料快取1 kB（非相聯的，只要1024 bytes快速映射SRAM / Static Random Access Memory）
- 核心面积为8.15x8.1 mm

### 圖形處理單位
這個晶片與CPU分開，並且處理全部的2D圖形，並包含3D多邊形。
特點：
- 最大到16.7百萬色[2]
- 解析度從256×224到640×480[2]
- 可調整影格緩衝器
- 不限制色盤找查數目
- 最大到24位元色彩深度

### 聲音處理單位
特徵：
- 能夠處理ADPCM來源提升到24個頻道和44.1 kHz的採樣率
- 能夠表現的數位效果包含：
  - 音調調節
  - Envelope
  - 回音
  - 數位餘響
- 能夠處理512 MB給樣本波形
- 支援MIDI設備
- PC檔案名稱格式：.VAB（WaveTable）& .VAG（Sound）

### 其他
- 主要記憶體：2 Megabytes[3]
- 影像記憶體：1 Megabyte(末期部份PS one整合進GPU)[3]
- 音訊記憶體：512 Kilobytes[3]
- CD-ROM緩衝器：32 Kilobytes
- 存放作業系統的唯讀記憶體：512 Kilobytes
- PlayStation記憶卡擁有128 Kilobytes的空間在一個EEPROM

### CD-ROM 光碟機
特徵：
- 原本僅有單一的讀取速率，之後被兩倍速的裝置取代了，最大讀取速率達到300 KB/s[4]
- 適應XA Mode 2
- CD-DA（CD數位音頻）
- 拥有区码限制